# MBDA Marte (misil antibuque)
MBDA Marte es un misil antibuque fabricado por el consorcio europeo MBDA de corto y medio alcance. Se orienta mediante un radar activo desarrollado por OTO Melara.
Se trata de un misil multiplataforma pues puede ser lanzado por aviones como el Eurofighter Typhoon, helicópteros como el NH-90 o buques de superficie.